# Ocupação italiana de Maiorca
```
   |-
       |
Erro:
:  
valor não especificado para "
nome_comum
"

   |-
       | 
Erro:
:  
valor não especificado para "
continente
"
```

A ocupação italiana de Maiorca ocorreu durante a Guerra Civil espanhola. A Itália interveio na guerra com a suposta intenção de anexar as Ilhas Baleares, Ceuta e a criação de um estado cliente na Espanha. Os Italianos buscavam controlar as Ilhas Baleares, por causa de sua posição estratégica, a partir da qual eles poderiam perturbar as linhas de comunicação entre a França e as suas colônias do Norte da África e entre Gibraltar e Malta (possessões britânicas). Bandeiras italianas foram hasteadas na ilha.Forças italianas dominaram Maiorca, com os Italianos abertamente operando os aeródromos em Alcúdia e Palma, bem como navios de guerra italianos usando como base o porto de Palma.. No entanto, alguns historiadores, como Gilbeto Oneto e Rosaria Quartararo, expressam uma crítica sobre esse suposta plano italiano de anexar Maiorca.

## História

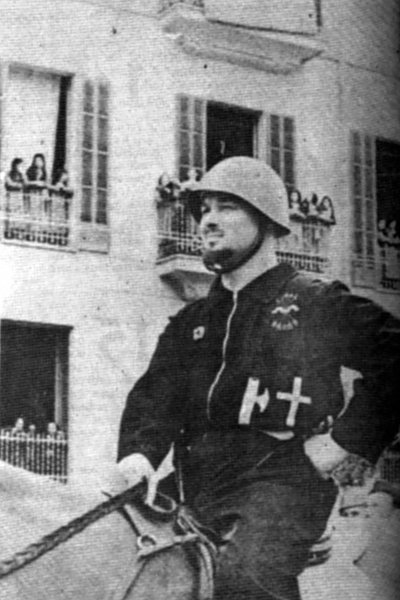
O Conde Rossi a cavalo em Palma (1936).

Antes da intervenção da Itália, Benito Mussolini autorizou "voluntários" a ir para a Espanha, resultando na apreensão da maior das ilhas Baleares, Maiorca, por uma força sob o comando do líder fascista de camisas negras Arconovaldo Bonaccorsi (também conhecido como "Conde Rossi"). Enviado a Maiorca para atuar como procônsul italiano nas Baleares, Bonaccorsi proclamou que a Itália iria ocupar a ilha em perpetuidade e iniciou um brutal reinado de terror (como uma vingança aos massacres anteriores realizados pelos republicanos de milhares de religiosos e civis anti-comunistas), organizando o assassinato de 3.000 pessoas acusadas de serem comunistas e o esvaziamento das prisões de Maiorca ordenando a execução à tiros de quase todos os prisioneiros "republicanos". No rescaldo da Batalha de Maiorca, Bonaccorsi renomeou a rua principal de Palma de Maiorca como Via Roma e a adornadou com estátuas de águias Romanas. Bonaccorsi mais tarde foi recompensado pela Itália pela sua atividade em Maiorca.
As forças italianas lançaram ataques aéreos a partir de Maiorca contra as cidades em controle republicano na Espanha continental. Inicialmente Mussolini autorizou apenas uma fraca força de aviões bombardeiros italianos com base em Maiorca em 1936, para evitar antagonizar a Grã-Bretanha e a França. No entanto, a falta de resolução por parte dos britânicos e franceses à estratégia italiana na região incentivou a Mussolini a implantar mais doze bombardeiros, estacionados em Maiorca, incluindo um avião pilotado por seu filho, Bruno Mussolini. Em janeiro de 1938, Mussolini tinha dobrado o número de bombardeiros estacionados nas ilhas Baleares e o aumento os ataques aéreos aos navios com suprimentos destinados as forças republicanas espanholas . O acúmulo de aviões bombardeiros na ilha e o aumento de ataques aéreos italianos contra os portos ocupados por republicanos e navios foi visto pela França como uma provocação.
Após a vitória de Franco na guerra civil e alguns dias depois da conquista italiana nos Bálcãs da Albânia, Mussolini emitiu uma ordem em 11 ou 12 de abril de 1939, para retirar todas as forças italianas da Espanha. Mussolini publicou esta ordem em resposta a súbita ação de invadir a Tchecoslováquia alemão em 1939, em que Mussolini foi agravado pelo sucesso rápido de Hitler e procurou preparar a Itália para fazer conquistas semelhantes no Leste Europeu.

## Crítica da suposição
A existência de um suposto plano italiano de anexar Maiorca tem recebido severas críticas. Na opinião de Oneto, os Italianos só apoiaram (inicialmente, quando Bonaccorsi desembarcou na ilha) a possibilidade de promover uma semi-independente Maiorca (sob a influência italiana) em caso de vitória republicana na guerra civil espanhola. Mas com a vitória de Franco, eles entenderam que este projeto de "independência parcial" era impossível
Adicionalmente, é digno de nota observar que o historiador Rosaria Quartararo identificou que todos os  comentários republicanos espanhóis sobre o suposto controle italiano de Maiorca foram baseadas no possível acordo secreto da década de 1920, entre Mussolini e Primo de Rivera sobre controle italiano de outras ilhas Baleares, um acordo que nunca foi demonstrado por documentos ou provas. Ela ainda observou que os Italianos tinham apenas 500 homens (suportada por uma dúzia de aviões e alguns navios), em Maiorca, quando Bonaccorsi parecia ser o possível "governador de Maiorca" em 1936, e eles eram muito poucos para controlar uma ilha com cerca de meio milhão de habitantes e mais de 25.000 espanhóis lutando uns contra os outros em uma guerra civil. Além disso, Mussolini sabia que Francisco Franco foi totalmente contrário a qualquer concessão territorial à Itália de territórios espanhóis, nem mesmo as colônias na África.
Depois de Bonaccorsi voltar para a Itália, os Italianos não expressaram intenções de retomar o controle das ilhas Baleares. Mussolini queria apenas uma base aérea em Minorca e no início de 1939, ele apenas fez um pequeno e informal pedido para Franco sobre isso (recebendo uma negação). Sucessivamente, na primavera de 1939, ele ordenou a retirada de todas as as forças italianas na Espanha.